# Rafael Roncagliolo
Fortunato Rafael Roncagliolo Orbegoso (Lima, 14 de noviembre de 1944-Lima, 1 de mayo de 2021) fue un político, sociólogo, periodista y profesor universitario peruano. Durante su trayectoria, se desempeñó como el primer Secretario Técnico del Acuerdo Nacional en el año 2004, Ministro de Relaciones Exteriores del Perú desde 2011 hasta el 2013 y como embajador del Perú en España desde 2015 hasta 2016.

## Primeros años, familia y educación
Nació en Lima el 14 de noviembre de 1944, es hijo de Nicolás Roncagliolo Aste y Susana de Orbegoso Pimentel (bisnieta del mariscal Luis José de Orbegoso, presidente del Perú). Su padre, mediano terrateniente del sur chico, fue alcalde de Nazca (1945-1947; 1964-1966).
En 1972, se casó con Catalina Lohmann Luca de Tena, hija del historiador y diplomático Guillermo Lohmann y nieta de Juan Ignacio Luca de Tena, marqués de Luca de Tena. Sus hijos son Inés, Tania y el escritor Santiago Roncagliolo. 
Estudió en el Colegio de la Inmaculada y en la Pontificia Universidad Católica del Perú, donde se graduó de bachiller en Ciencias Sociales (1969) y licenciado en Sociología (1970). Durante su estadía en dicha universidad, fue instructor de Castellano (1962) y profesor auxiliar de Sociología (1966) en la Facultad de Letras, y, además, presidente de la Federación de Estudiantes (Fepuc) en 1965.

## Docencia
Fue profesor en la Academia Diplomática del Perú, en el posgrado de Sociología de la Universidad Nacional Mayor de San Marcos, en la Universidad de Lima, la Université du Québec à Montréal, la Iberoamericana de México y la Pontificia Universidad Católica del Ecuador. Además, fue Jefe del Departamento de Ciencias Sociales y profesor en la Facultad de Ciencias y Artes de la Comunicación de la Pontificia Universidad Católica del Perú.

## Escritor y comunicador
Ha escrito sobre comunicación, sistemas políticos y análisis electoral. Dirigió diarios, revistas, programas de televisión y de radio. Fue columnista y corresponsal de Le Monde diplomatique, Interviú y Cuadernos del Tercer Mundo, entre otras.
La noche del 27 de julio de 1974, acompañó a Héctor Cornejo Chávez en la toma del Diario El Comercio, acción expropiatoria que el gobierno militar de la Fuerza Armada dispuso en toda la República. Como periodista justificó, en su momento, que el gobierno militar Velasquista tomara control de todos los medios de comunicación y apoyó decididamente a esa dictadura desde sus columnas en el confiscado diario Expreso.

### Obra
- ¿Quién Ganó? Elecciones 1931-1980, Desco 1980.
- Trampas de la información y neocolonialismo, junto con Gregorio Selser.
- Culturas en globalización. América Latina - Europa - Estados Unidos: libre comercio e integración.
- Los electores frente al Sistema Electoral, Lima: Instituto de Diálogo y Propuestas, Transparencia, junto a Jorge Valladares.
- Sobre los medios de comunicación en: Rafael Roncagliolo (editor), Los Nudos Críticos de la Gobernabilidad (Ciudadanos por Un Buen Gobierno). International IDEA,  junto a Jorge Valladares.
- Problemas de la integración cultural: América Latina.
- Estado de la Democracia en el Perú junto a Sinesio López, Rolando Ames y Enrique Bernales.
- Iglesia, prensa y militares, junto a Fernando Reyes Mata.
- La política por dentro. Cambios y continuidades en las organizaciones políticas de los países andinos, junto a Carlos Meléndez.
- Los electores frente al Sistema Electoral, Lima: Instituto de Diálogo y Propuestas, Transparencia, junto a Jorge Valladares.
- Ejercicio de la representación y participación política en el Perú, en Cameron, Maxwell y Juan Pablo Luna (editores) Democracia en la Región Andina. Junto a Carlos Meléndez y Jorge Valladares (pp 421-474)

## Ámbito internacional

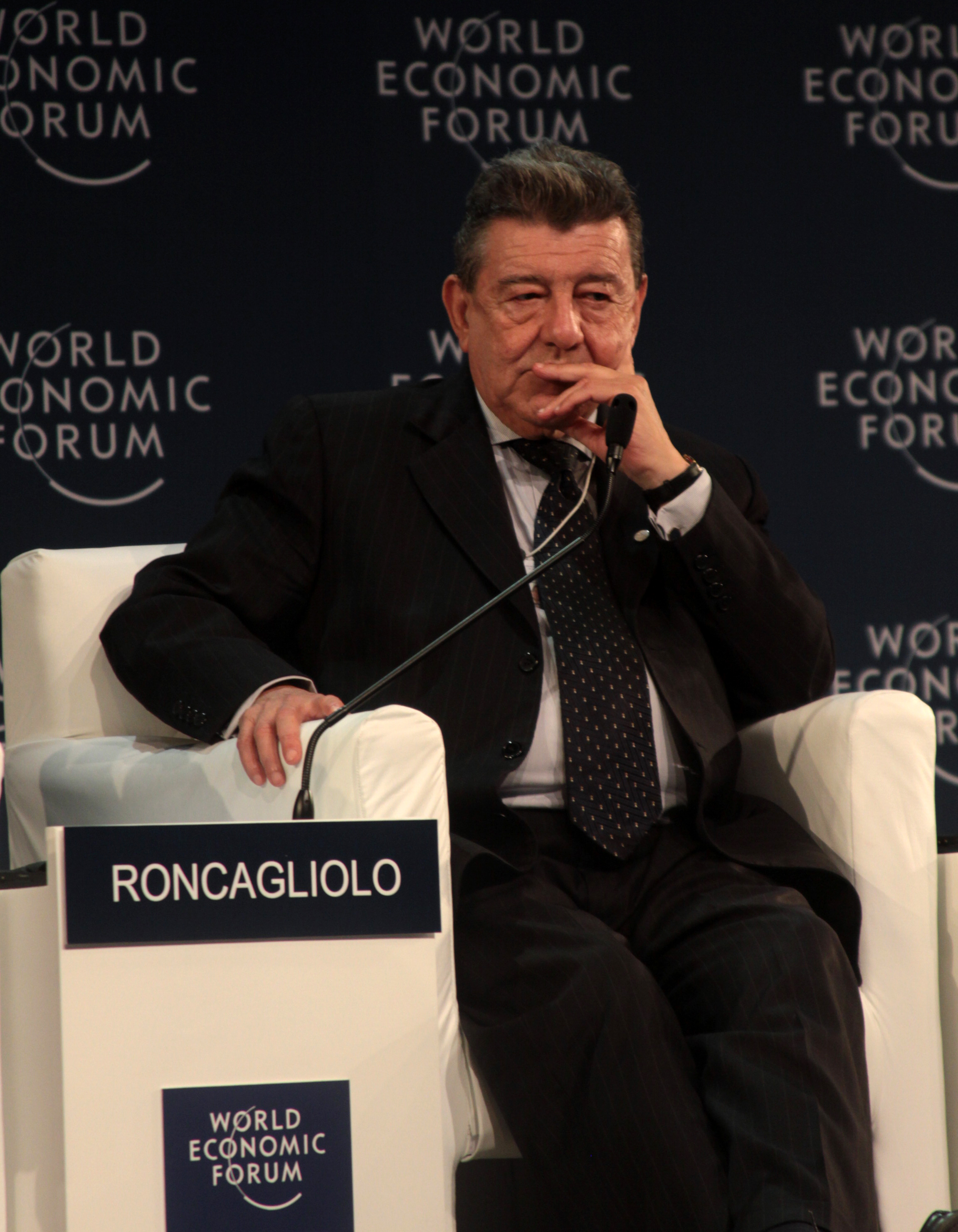
Roncagliolo en el World Economic Forum on Latin America 2012.

Entre 1982 y 1986, fue Vicepresidente de la International Association for Mass Communication Research y miembro del Comité Ejecutivo del World Radio and Televisión Council, auspiciado por la UNESCO.
Desde 2003, es Asesor Político Principal para los Países Andinos y Jefe de Misión para el Perú del organismo intergubernamental Instituto para la Democracia y Asistencia Electoral (International IDEA), del cual el Perú es uno de sus 27 Estados miembros.
Por otra parte, ha sido Presidente de la Juventud Democrática Cristiana de América, JUDCA y de la Asociación Mundial de Radios Comunitarias, AMARC, entre 1995 y 1998. Ha sido consultor para el Instituto Interamericano de Derechos Humanos, UNESCO, el Programa de las Naciones Unidas para el Desarrollo (PNUD), la Organización de los Estados Americanos (OEA), el Banco Interamericano de Desarrollo (BID), la Junta del Acuerdo de Cartagena (JUNAC), el Sistema Económico Latinoamericano (SELA), la International Foundation for Electoral Systems (IFES) y el National Democratic Institute (NDI).

## Asociación Civil Transparencia
En julio de 1995, Roncagliolo fundó junto a otras personalidades peruanas sin matrícula partidaria -como el lingüista Luis Jaime Cisneros, el sacerdote jesuita Felipe MacGregor y los filósofos Pepi Patrón y Francisco Miró Quesada Cantuarias, entre otros- la Asociación Civil Transparencia. Hasta el año 1999 fue secretario técnico y luego su Secretario General hasta el 2002. Bajo su dirección, Transparencia ganó el reconocimiento de todas las fuerzas políticas peruanas como organización independiente y neutral. Su reputación alcanzó nivel internacional por la pulcritud técnica de sus sistemas de monitoreo electoral, practicados en las elecciones generales de 1995, 2000 y 2001; en particular el Conteo Rápido (desde las elecciones del 2006 y ante la imprecisión de los sondeos a boca de urna, encuestadores comerciales peruanas siguieron el ejemplo de Transparencia y comenzaron a practicarlo). Todo esto llevó a Transparencia y Roncagliolo a asesorar organizaciones similares en República Dominicana, Ecuador, Haití, Macedonia, Paraguay, Panamá, Venezuela, entre otros. Bajo el impulso de Transparencia estas organizaciones se reunieron en la Red de Movimientos Cívicos de América Latina - Acuerdo de Lima.
Los resultados del programa de observación integral realizado por Transparencia durante el irregular proceso electoral del año 2000, en el Perú fue reconocido por todos los observadores internacionales acreditados para dichas elecciones. Transparencia documentó parte de las irregularidades que hicieron que dichas elecciones no fueran ni libres ni limpias. Tras las elecciones, Roncagliolo, MacGregor y Salomón Lerner Ghitis (entonces presidente de Transparencia) denunciaron el irregular proceso electoral durante la Asamblea General de la Organización de Estados Americanos (OEA) celebrada el mismo año en Quebec, Canadá.
Bajo la dirección de Roncagliolo, Transparencia formó parte de la Mesa de Diálogo impulsada por la OEA en el año 2000, que se reunía en el Hotel Country Club de Lima. Un año más tarde fue convocada por el gobierno democrático de Alejandro Toledo Manrique para conducir la Secretaría Técnica del Acuerdo Nacional, función que Roncagliolo personalmente condujo hasta la suscripción del acuerdo.
Tras su salida para encabezar la Misión para la Región Andina del Instituto Internacional para la Democracia y la Asistencia Electoral, fue sucedido como secretario general por Percy Medina Masías.

## Carrera política

### Administración pública
Roncagliolo participó en distintos entes de la administración pública peruana: Consejos Consultivos de la Presidencia del Consejo de Ministros, el Ministerio de Educación, el Ministerio de Vivienda, el Consejo Nacional de Ciencia y Tecnología, el Instituto Nacional de Cultura y el Instituto Nacional de Planificación.

### Canciller del Perú (2011-2013)

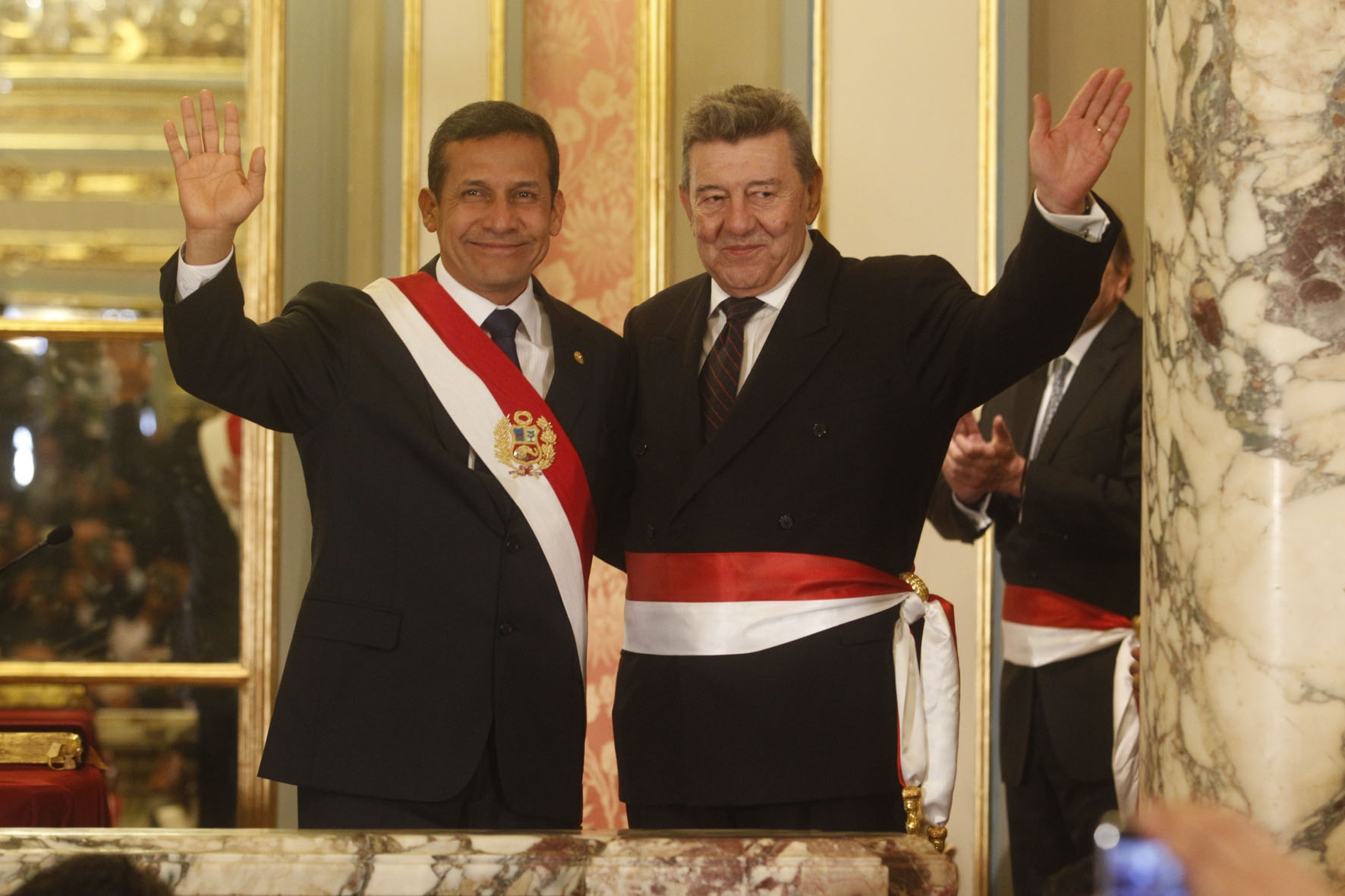
Roncagliolo junto a Ollanta Humala luego de juramentar como ministro de Relaciones Exteriores del Perú.

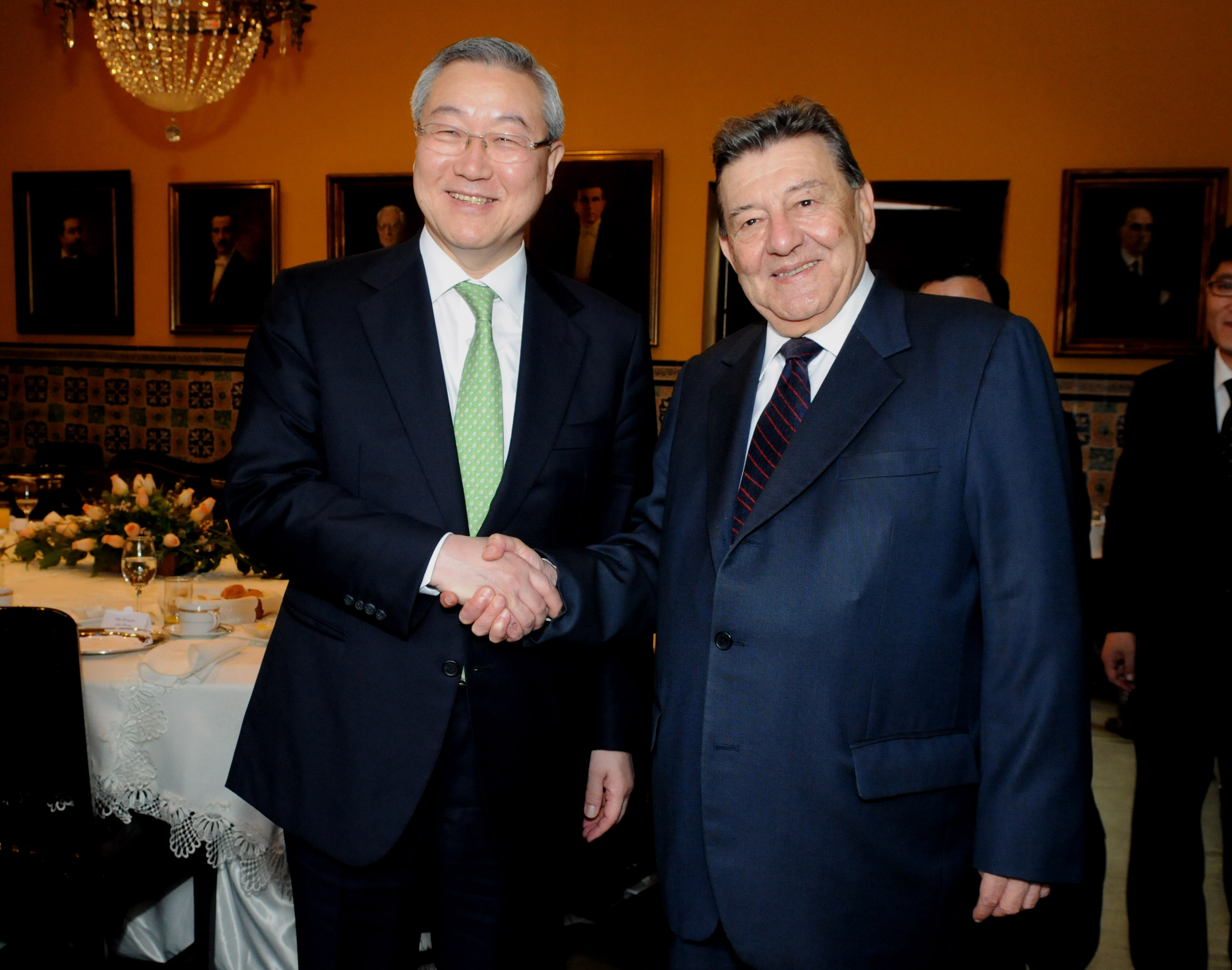
Rafael Roncagliolo junto al ministro de Asuntos Exteriores y Comercio de la República de Corea, Sung-Hwan Kim en 2012.

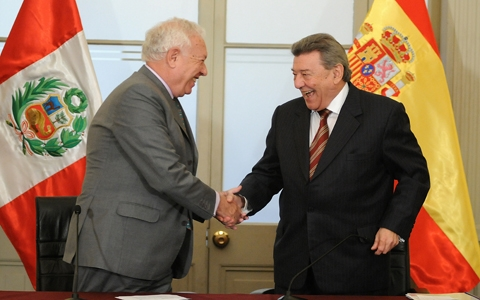
Roncagliolo y el entonces ministro de Asuntos Exteriores y de Cooperación del Reino de España, José Manuel García-Margallo y Marfil en 2012.

El 20 de julio de 2011, se da a conocer que será el canciller del nuevo gobierno de Ollanta Humala a partir del 28 de julio reemplazando en el cargo a José Antonio García Belaúnde.
En el ejercicio de este cargo, Roncagliolo se propuso implementar una diplomacia activa proyectando hacia fuera la sumatoria de las diferentes políticas sectoriales internas y en coherencia con una política de inclusión social, teniendo en cuenta que el Perú está interconectado e inserto en el mundo globalizado donde las crisis económicas y políticas repercuten en todos los países.
Durante la gestión de Roncagliolo, Perú renovó su liderazgo en la Alianza del Pacífico y la Unión de Naciones Sudamericanas. También durante su gestión se preparó la defensa del Perú en el litigio por la frontera marítima con Chile ante la Corte Internacional de Justicia de La Haya, para lo cual respaldó el equipo peruano al mantener al agente del Estado Allan Wagner e incorporar al excanciller José Antonio García Belaúnde. Su gestión de la defensa y la etapa oral del proceso ha sido calificada de impecable. Además, Roncagliolo puso énfasis en la construcción de lazos de amistad entre sectores de la sociedad peruana y chilena, en preparación para el fallo de la corte. Él y su contraparte chilena Alfredo Moreno impulsaron acercamientos entre empresarios, medios de comunicación, políticos, intelectuales, artistas y otros actores sociales.
Su gestión no estuvo exenta de críticas en sectores de la oposición con motivo de incidentes diplomáticos con Reino Unido, Ecuador y Venezuela. La oposición presentó sendos pedidos de interpelación de los que salió airoso.
Roncagliolo dejó la cancillería en mayo del 2013 por motivos de salud. Sin embargo, su salida coincidió con una exhortación al diálogo entre las fuerzas políticas en Venezuela, cuando el Perú ejercía precisamente la presidencia rotativa de UNASUR. Su gesto sin embargo motivó una reacción airada y pública del presidente Nicolás Maduro.
Respecto a la renuncia de Roncagliolo, Lourdes Flores  consideró una "enorme señal de debilidad" del presidente Ollanta Humala  tomar en cuenta las críticas del venezolano Nicolás Maduro contra el excanciller Rafael Roncagliolo. No obstante ello, un comunicado de la Presidencia de la República afirma que Roncagliolo "se aparta del Gabinete de Ministros debido estrictamente a problemas en su salud".
Dos meses después de su renuncia, declaró para El País de España que "[L]a clave de la política peruana ha sido servir como punto de convergencia de las distintas posiciones, el hecho de pertenecer a la Alianza del Pacífico y mantener la presidencia de Unasur son complementarios. Participa en la primera para asegurar la presencia en la cuenca del Pacífico y en Unasur porque en el mundo del futuro, en las grandes ligas solo los bloques podrán tener lugar. Unasur significa un acuerdo de seguridad y defensa. En estos dos primeros años del Gobierno del presidente Humala hemos conseguido un buen equilibrio: ser miembros de la Alianza del Pacífico y un compromiso firme con Unasur".

### Embajador en España (2015-2016)
El 28 de marzo de 2015, fue nombrado como Embajador del Perú en España. Asumió funciones como embajador el 20 de abril de 2015 y ejerció como tal hasta el término de su nombramiento en mayo de 2016.